# Carey McLeod
Carey McLeod (* 14. April 1998 im Clarendon Parish) ist ein jamaikanischer Leichtathlet, der im Weitsprung und im Dreisprung an den Start geht.

## Leben
Carey McLeod besuchte das Kingston College in seiner Heimat. 2019 nahm er ein Architekturstudium an der University of Tennessee in den USA auf.

## Sportliche Laufbahn
McLeod nahm 2015 in seinen ersten Wettkämpfen gegen die nationale Konkurrenz in den Sprungdisziplinen teil. 2016 gewann er im Dreisprung die Bronzemedaille bei den Jamaikanischen U20-Meisterschaften. Ein Jahr darauf gewann er bei den gleichen Meisterschaften im Weitsprung und im Dreisprung jeweils die Goldmedaille. Im Juli nahm er in Peru an den U20-Panamerikameisterschaften teil. Zunächst trat er im Weitsprung an und belegte im Finale den fünften Platz. Einen Tag später bestritt er mit seinen Teamkollegen das Finale des 4-mal-100-Meter-Staffel-Laufes, wobei man die Goldmedaille gewinnen konnte. 2020, nachdem er bereits in den USA trainierte, gelang ihm im Frühjahr der erste Sprung über die Acht-Meter-Marke. 2021 sprang er zunächst im Februar mit 17,17 m eine neue Hallenbestleistung im Dreisprung, die zugleich einen neuen Universitätsrekord bedeuteten und steigerte sich einen Monat später auch im Weitsprung bis auf 8,26 m. Mit diesen Weiten qualifizierte er sich in beiden Disziplinen für die Teilnahme an den Olympischen Spielen in Tokio. Ende April verbesserte sich McLeod McLeod in Kentucky eine Weite von 8,21 m im Weitsprung, die aufgrund der Windverhältnisse allerdings nicht als neue Bestleistung gewertet werden konnten. Anschließend konnte er nur wenige Wochen später mit 8,34 m eine neue Bestweite aufstellen. In Tokio trat er zunächst im Weitsprung an, kam in der Qualifikation allerdings nicht über 7,75 m hinaus und belegte damit den 21. Platz. Wenige Tage später bestritt er dann die Dreisprungkonkurrenz, hatte mit 16,01 m allerdings ebenfalls keine Chance das Finale zu erreichen.
2023 sprang McLeod im März im Albuquerque mit 8,40 m nationalen Hallenrekord. Im August trat er in Budapest zum ersten Mal bei Leichtathletik-Weltmeisterschaften an. Dort zog er in das Finale ein. Darin sprang er mit 8,27 m so weit wie sein Landsmann Tajay Gayle. Aufgrund seines kürzeren zweitweitesten Sprungs im Vergleich zu Gayle musste er sich mit dem vierten Platz begnügen. Im Frühjahr 2024 trat McLeod bei den Hallenweltmeisterschaften in Glasgow an. Mit 8,21 konnte er mit Bronze seine erste Medaille bei einem internationalen Großereignis gewinnen, wobei er lediglich einen Zentimeter kürzer als die beiden Erstplatzierten, Miltiadis Tendoglou und Mattia Furlani, sprang.

## Wichtige Wettbewerbe
| Jahr                | Veranstaltung                 | Ort                 | Platz               | Disziplin           | Weite / Zeit        |
| Startet für Jamaika | Startet für Jamaika           | Startet für Jamaika | Startet für Jamaika | Startet für Jamaika | Startet für Jamaika |
| ------------------- | ----------------------------- | ------------------- | ------------------- | ------------------- | ------------------- |
| 2017                | U20-Panamerikameisterschaften | Trujillo            | 5.                  | Weitsprung          | 7,65 m              |
| 2017                | U20-Panamerikameisterschaften | Trujillo            | 2.                  | 4 × 100 m           | 39,74 s             |
| 2021                | Olympische Sommerspiele       | Tokio               | 21.                 | Weitsprung          | 7,75 m              |
| 2021                | Olympische Sommerspiele       | Tokio               | 24.                 | Dreisprung          | 16,01 m             |
| 2023                | Weltmeisterschaften           | Budapest            | 4.                  | Weitsprung          | 8,27 m              |
| 2024                | Hallenweltmeisterschaften     | Glasgow             | 3.                  | Weitsprung          | 8,21 m              |

## Persönliche Bestleistungen
Freiluft
- Weitsprung: 8,34 m, 14. Mai 2021, College Station
- Dreisprung: 16,40 m, 11. Juni 2021, Eugene

Halle
- Weitsprung: 8,40 m, 10. März 2023, Albuquerque, (jamaikanischer Rekord)
- Dreisprung: 17,17 m, 27. Februar 2021, Fayetteville